# Pleurospermum toluccense
Pleurospermum toluccense är en flockblommig växtart som beskrevs av David Nathaniel Friedrich Dietrich. Pleurospermum toluccense ingår i släktet piplokor, och familjen flockblommiga växter. Inga underarter finns listade i Catalogue of Life.